# Egmundella amirantensis
Egmundella amirantensis är en nässeldjursart som beskrevs av Wilfrid Arthur Millard och Bouillon 1973. Egmundella amirantensis ingår i släktet Egmundella och familjen Campanulinidae. Inga underarter finns listade i Catalogue of Life.